# USS Vincennes (1826)
Pour les autres navires du même nom, voir USS Vincennes.
L’USS Vincennes est un sloop de guerre de l’US Navy lancé en 1826. C'est le premier navire de la marine américaine à effectuer un tour du monde et l'un de ceux qui ont le plus navigué sur les mers du globe. Il participe à plusieurs expéditions scientifiques, l'Expédition Wilkes et la North Pacific Exploring and Surveying Expedition ainsi qu'aux premières tentatives pour ouvrir le Japon à l'Occident. Lors de la guerre de Sécession, il soutient le blocus de l'Union. Il est vendu et détruit à Boston en 1867.

## Double circumnavigation

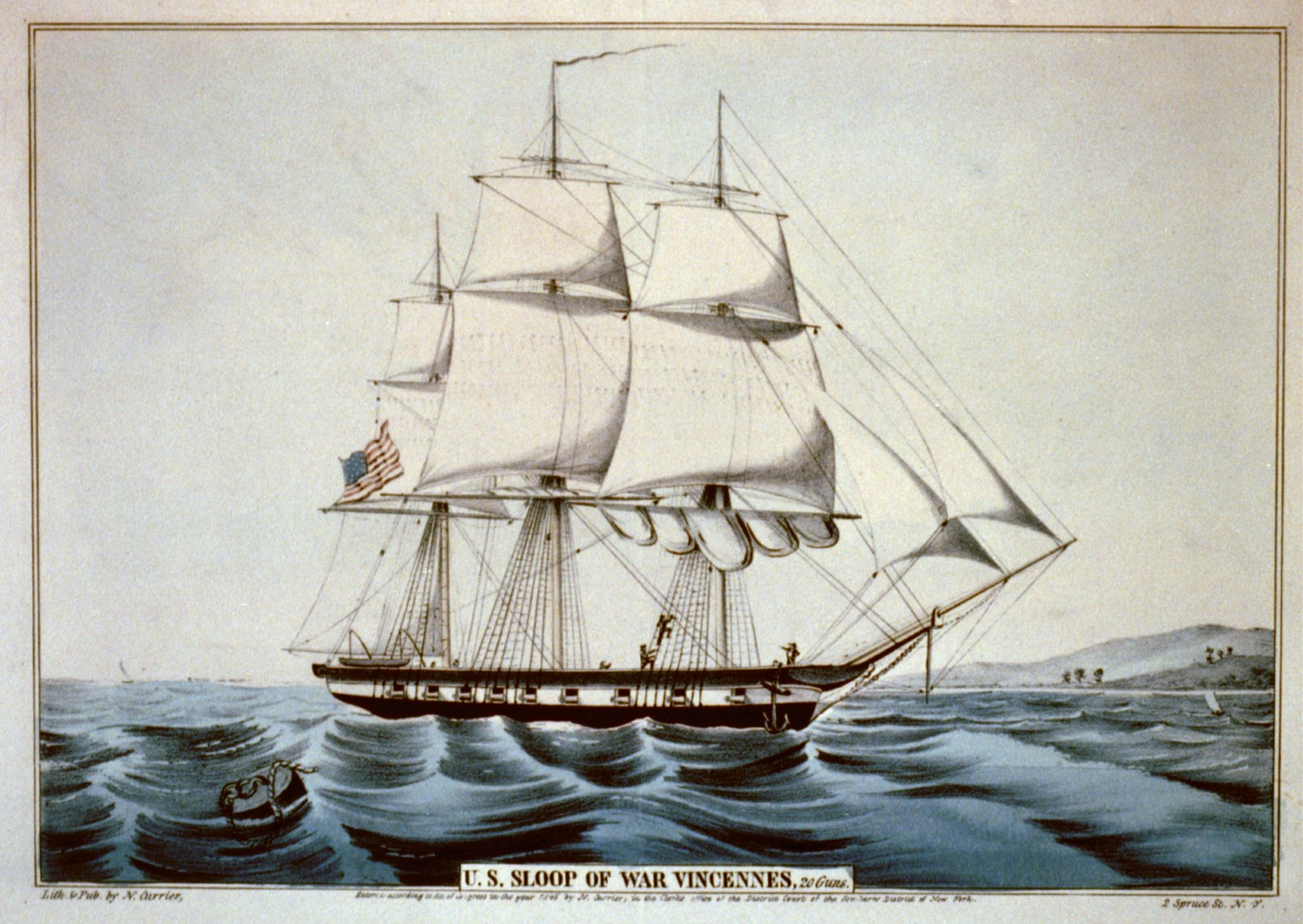
L'USS Vincennes (lithographie, 1845).

L'USS Vincennes, premier navire américain à porter ce nom en mémoire de la ville de Vincennes, est l'un des dix sloops de guerre dont la construction est autorisée par le Congrès des États-Unis le 3 mars 1825. La quille de navire est posée à New York en 1825. Lancé le 27 avril 1826, il est mis en service le 27 août 1826, avec pour commandant William Compton Bolton.
L’USS Vincennes quitte New York le 3 septembre 1826, accompagné de la frégate USS Brandywine du commodore Jacob Jones, pour l'océan Pacifique en passant par le cap Horn. Sa mission est de protéger les navires marchands et les baleiniers américains jusqu'en juin 1829, quand il reçoit l'ordre de naviguer vers les îles de la Société, puis aux îles Sandwich, et, finalement, vers Macao, en Chine qu'il atteint au début de 1830. De Macao, il navigue vers les Philippines et accoste à Manille le 29 janvier. Il reprend la mer le 5 février vers l'océan Indien et arrive au Cap en Afrique du Sud, 56 jours plus tard. Après un bref arrêt à Sainte-Hélène, le Vincennes retourne à New York le 8 juin 1830 et devient le premier navire de la marine américaine à faire le tour du globe. Le navire est alors mis en réserve jusqu’en 1831.
Après de une profonde révision à New York, le navire, sous le commandement d’Edward R. Shubrick est à nouveau mis en service et intègre le West Indies Squadron afin de protéger le commerce américain des pirates dans les Antilles et le golfe du Mexique. Le navire s’ancre à Pensacola, en Floride, le 31 mars 1831, puis visite Cuba et la Jamaïque en mai. Lors du voyage de retour vers la Floride, une épidémie de fièvre jaune se déclenche à bord et le navire est coincé à quai à Pensacola pendant près d'un an. Il regagne enfin le Portsmouth Naval Shipyard le 29 juillet 1832 et il est désarmé le 19 août 1832 pour subir une vaste refonte.
Remis en service le 1er juin 1833, le Vincennes, commandé par Alexander S. Wadsworth quitte Portsmouth à l’automne pour une seconde rotation dans le Pacifique. Il franchit le cap Horn au début de 1834 avec l'ordre de visiter les îles Fidji, les îles Palaos, la Chine, et Sumatra à la recherche de marins américains naufragés ou échoués. Le Vincennes devient aussi le premier navire de guerre américain à toucher terre à Guam. Il arrive à Singapour le 24 janvier 1836, passe par le détroit de Malacca, et transite par Quallah Battu sur la côte ouest de Sumatra le 15 février. Le Vincennes se réapprovisionne et au Cap et à Sainte-Hélène, et accoste à Hampton Roads, en Virginie, le 5 juin 1836 bouclant ainsi son deuxième tour du monde.

## Exploration polaire

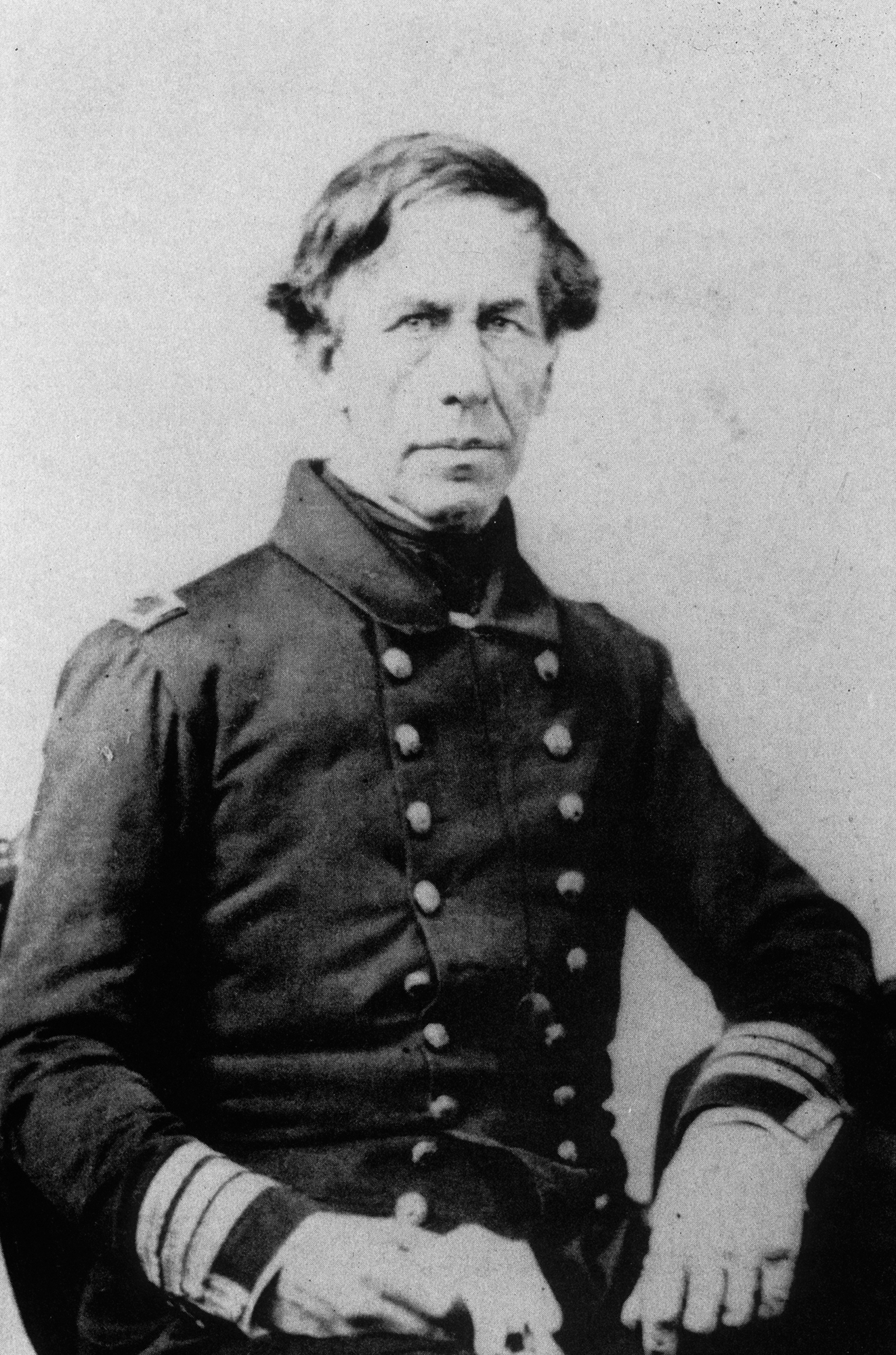
L'amiral Charles Wilkes (avt. 1877).

Désarmé depuis le 18 juin 1836, le Vincennes demeure à quai à Norfolk pendant deux ans. Avec deux circumnavigations, la réputation de robustesse du navire n'est plus à faire et il est sélectionné comme le vaisseau amiral pour participer à la mission d'exploration de l'Antarctique et des mers du sud du lieutenant Charles Wilkes. En conséquence, le navire est rééquipé pour faire face aux conditions climatiques et disposer de meilleures conditions d'équipement pour les scientifiques et les membres d'équipage. Le corps expéditionnaire quitte Hampton Roads le 18 août 1838 et arrive à Madère le 16 septembre, le 25 septembre aux îles du Cap-Vert, et Rio de Janeiro, au Brésil, le 23 novembre. Les réparations des navires occupés le reste de l'année, ce qui retarde le départ pour l'Antarctique jusqu'au 6 janvier 1839. Le Vincennes passe le cap Horn facilement et mouille dans Orange Bay, sur la côte sud-est de la péninsule Hardy à 45 miles au nord-ouest du cap. Une partie de l’expédition demeure sur place pour effectuer des relevés scientifiques tandis que Wilkes navigue vers les glaces du sud.
Après le retour du lieutenant Wilkes le 30 mars 1839, le Vincennes prend la direction du Chili et arrive à Valparaiso le 15 mai. Le 6 juin, l'escadre prend la mer pour Callao, au Pérou qu'elle atteint le 30 juin. Le 13 juillet, le Vincennes navigue vers l'ouest et l'archipel des Tuamotu et, le 13 août, accoste dans l'archipel des Tuamotu puis de Tahiti et des îles de la Société en août et septembre. Lors de chacune de ces escales, on effectue des études scientifiques en amassant une foule de renseignements sur l'anthropologie, la géologie, l'histoire, la botanique, la zoologie et de ces îles. Le Vincennes navigue vers l'ouest à partir du 29 septembre à destination des Samoa. Tutuila est atteint le 11 octobre, et il s’ancre sur l'île d'Upolu le 26 novembre. L'escadre quitte Apia, capitale des Samoa, le 10 novembre et se dirige vers l'Australie afin de préparer à un second voyage vers l'Antarctique. Il arrive à Sydney, le 26 décembre,.
Le Vincennes aperçoit ses premiers icebergs le 10 janvier 1840 et dans la soirée du 11, une barrière compacte de glace empêche d’avancer plus au sud. Dans la matinée, il commence à naviguer vers l'ouest, en suivant la barrière aussi étroitement que possible. En continuant vers l'ouest, le Vincennes découvre la baie de Piner (en) le 30 janvier. Wilkes est le premier à se rendre compte qu’il s’agit bien d’un continent et non d’îles disparates. Avec sa découverte de la Terre de Wilkes dans le quadrant sud-est du continent, il peut en déduire que toutes ces terres sont bien reliées entre elles. Le Vincennes continue sa route en direction de l’ouest, et tente en vain de débarquer, empêché de par la banquise et les mers déchaînées. Bloqué par un immense mur de glace le 17 février, le Vincennes fait voile pour Sydney où il arrive le 11 mars pour réapprovisionner.
Le Vincennes quitte Sydney le 19 mars, à destination de la Nouvelle-Zélande, puis passe les six mois suivants à arpenter les îles Fidji et les îles hawaïennes. Le Vincennes conclut sa visite à Hawaï avec une période de réparations et de réapprovisionnement à Honolulu du 18 mars au 6 avril 1841. Il prend alors la route de l’Amérique du Nord afin d’explorer l'embouchure du fleuve Columbia dans l'état actuel de Washington. Il arrive au détroit de Juan de Fuca le 1er mai. L'expédition poursuit ses études dans la région et en particulier autour de l'île de Vancouver jusqu'en août. Le Vincennes fait escale à San Francisco, en Californie et explore la région jusqu’en octobre. Il reprend la direction du Pacifique et accoste à Hawaï en novembre, Wake en décembre et atteint la baie de Manille, le 11 janvier 1842. Il passe par Singapour en février. Il quitte Singapour le 26 février et atteint le Cap le 13 avril, Sainte-Hélène le 1er mai avant d'arriver au large de Sandy Hook, le 10 juin 1842, près de quatre ans après le début de l'expédition,

## Service de 1840 à 1860

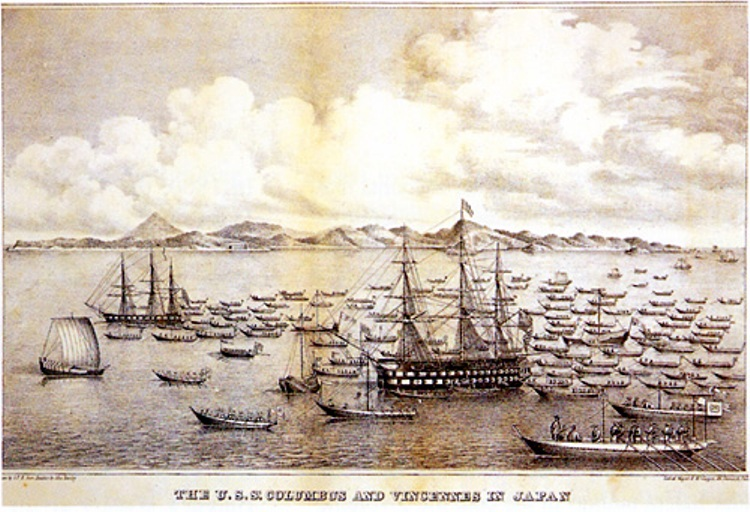
Le Vincennes et l' dans la baie de Tokyo en 1846.

Le Vincennes est ensuite affecté au Home Squadron et placé sous le commandement du commodore Franklin Buchanan. Il navigue vers les Antilles et croise le long de la côte mexicaine afin de protéger les intérêts américains jusqu'à l'été 1844. Il a aussi l'ordre de prévenir une potentielle attaque de la nouvelle République du Texas par le Mexique. Lors de cette rotation, le Vincennes secourt deux bricks anglais au large des côtes du Texas et reçoit les remerciements du gouvernement britannique pour cette action. Le Vincennes retourne à Hampton Roads le 15 août et entre en cale sèche.
Le 4 juin 1845, le Vincennes appareille pour l'Extrême-Orient sous le commandement du capitaine Hiram Paulding. Il est accompagné par l'USS Columbus, sous le commandement du capitaine Thomas Wyman. Les deux navires forment une petite escadre sous le commandement du commodore James Biddle, qui porte une lettre du secrétaire d'État John C. Calhoun à Caleb Cushing, commissaire américaine en Chine, autorisant Gushing à établir un premier contact officiel avec le gouvernement japonais.
L'escadre navigue vers Macao en passant par Rio de Janeiro et le cap de Bonne-Espérance. Lors de l’arrivée du commodore Biddle à Macao, il constate que Cushing a été remplacé par son successeur, Alexander Hill Everett (en). Ce dernier trop malade pour faire le voyage, Biddle décide de mener les négociations lui-même. En conséquence, le Vincennes et le Columbus prennent la mer pour le Japon le 7 juillet 1846 et s'ancrent dans la baie d'Edo (Tokyo) le 19 juillet. À leur arrivée, ils sont encerclés par les Japonais et ne sont pas autorisés à débarquer. Les tentatives du Commodore Biddle pour discuter de l'ouverture du Japon féodal au commerce extérieur ont été poliment repoussées, et les vaisseaux ont levé l'ancre le 29 juillet. Le Columbus retourne aux États-Unis par le biais du cap Horn, mais le Vincennes demeure à poste en Chine une année supplémentaire avant de retourner à New York le 1er avril 1847 et d’être désarmé le 9.
Le Vincennes est remis en service le 12 novembre 1849. Il quitte New York un mois plus tard pour le cap Horn et la côte ouest de l'Amérique du Sud. Le 2 juillet 1850, au large de Guayaquil, en Équateur, il accueille le général révolutionnaire équatorien Antonio Elizalde (es) lors de troubles civils fréquents dans ce pays. Il fait ensuite voile vers San Francisco. Lors de cette étape, le navire perd 36 membres de son équipage à cause de la fièvre de l'or qui traverse la Californie. Le Vincennes croise ensuite au large de l'Amérique du Sud jusqu'à la fin de 1851 afin de suivre de près les évènements révolutionnaires qui traversent nombre de ces pays. Il fait une escale aux îles Hawaï à la fin de l'année, au Puget Sound, le 2 février 1852. Il rentre à New York en passant par San Francisco, le 21 septembre où il est mis hors service le 24.
Le navire est remis en service le 21 mars 1853 et quitte Norfolk le 11 juin 1853 afin de participer à une seconde campagne scientifique, la North Pacific Exploring and Surveying Expedition, comme navire amiral du commodore Cadwalader Ringgold en mer de Chine, dans le Pacifique Nord, et le détroit de Béring. Ringgold est un vétéran de l'expédition Wilkes. L'escadre passe le cap de Bonne-Espérance, et arrive en Chine en mars 1854. Pour des raisons médicales, le commodore Matthew Perry fait remplacer Ringgold par le lieutenant John Rodgers. Le Vincennes arpente les îles Bonin et les îles Mariannes avant de retourner à Hong Kong en février 1855. L'expédition repart en mars sonder les îles Ryūkyū, puis les îles Kouriles. Le Vincennes laisse l'escadre à Petropavlovsk en Russie, et entre dans le détroit de Béring, en faisant voile vers l'île Wrangel mais les glaces empêchent le navire d'atteindre sa destination. Le Vincennes retourne à San Francisco début octobre puis New York, où il arrive le 13 juillet 1856 bouclant un autre tour du monde.
Désarmé, le navire est réactivé le 3 novembre 1857 et assigné à l'Africa Squadron, afin de lutter contre la traite des esclaves. Il rentre au printemps 1860 et il est mis hors service le 3 avril au Boston Navy Yard.

## Guerre de Sécession

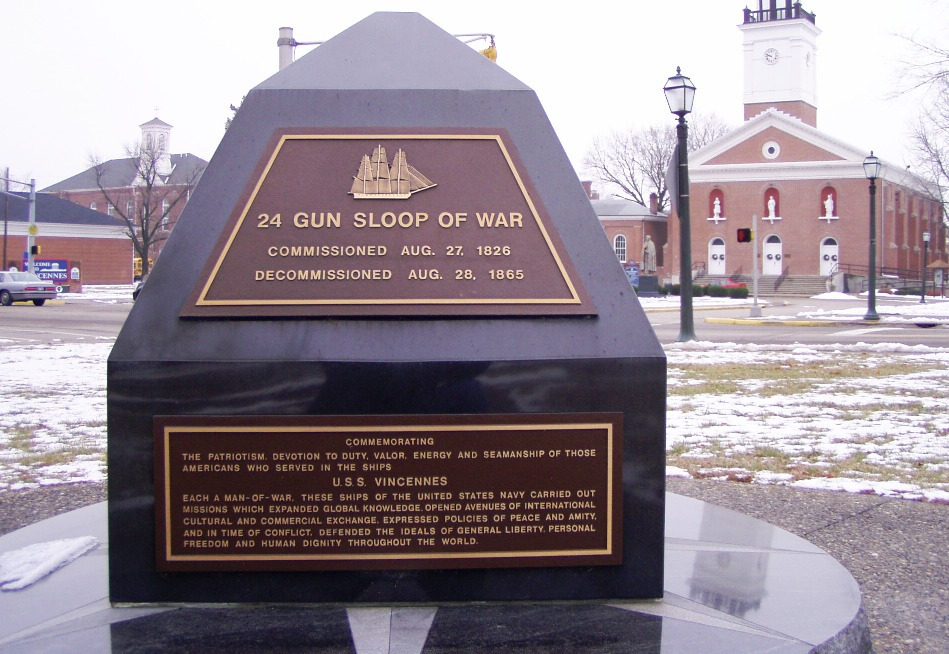
Monument en l'honneur du Vincennes (Vincennes (Indiana)).

Après le déclenchement de la guerre civile en avril 1861, le Vincennes reprend du service le 29 juin, affecté au Gulf Blockading Squadron (en) afin de participer au blocus de l'Union. Il arrive à Fort Pickens, le 3 septembre, et stationne à Head of Passes (en) sur le Mississippi pour le blocus. Bien que le déploiement des navires de guerre fédéraux soit dans l’ensemble un succès, le 12 octobre 1861, le CSS Manassas, le CSS Ivy et le CSS James L. Day force le blocus à Head of Passes et engage l'USS Richmond et le Vincennes. Ce dernier doit être abandonné et coulé pour éviter sa capture. Une mèche lente est mise à feu dans le magasin du navire tandis que les hommes se réfugient sur d'autres bateaux. Cependant, le magasin n’explose pas; et, après le départ des vaisseaux confédérés au début de l'après-midi, le Vincennes est renfloué.
Après l'attaque confédérée, le navire continue le blocus au large du Mississippi. Il capture le trois-mâts barque britannique forceur de blocus Empress, échoué avec une importante cargaison de café le 27 novembre. Le 4 mars 1862, il prend la route de Pensacola, en Floride., pour relayer le navire USS Mississippi. Il passe les six mois suivants à faire la navette entre Pensacola et Mobile, effectuant patrouille et reconnaissance. Le 4 octobre, il prend le commandement du blocus au large de Ship Island et garde le détroit du Mississippi. Lors de ce déploiement, le Vincennes et l'USS Clifton capturent le trois-mâts barque H. McGuin à Bay St. Louis le 18 juillet 1863. Le Vincennes capture aussi deux navires chargés de nourriture le 24 décembre.
Le Vincennes demeure en poste au large de Ship Island jusqu’à la fin de la guerre. Il est ensuite mis définitivement hors service au Boston Navy Yard le 28 août 1865. Il est ensuite vendu aux enchères publiques à Boston le 5 octobre de 1867 pour 5 000 $. Cela met un terme à la carrière d’un des navires de la marine américaine ayant parcouru le plus de kilomètres à travers le globe.